# 1979年義大利大選

各選區選舉結果

1979年義大利大選在1979年6月3日舉行，選出義大利共和國第八屆議會成員。這次選舉在歐洲議會選舉之後的一週舉行。義大利共產黨的得票率和議席數在這次選舉明顯減少。